# Letzehof
Der Letzehof, auch Tashi Rabten – Buddhistisches Kloster Letzehof, ist ein buddhistisches Kloster in Frastanz im österreichischen Bundesland Vorarlberg.

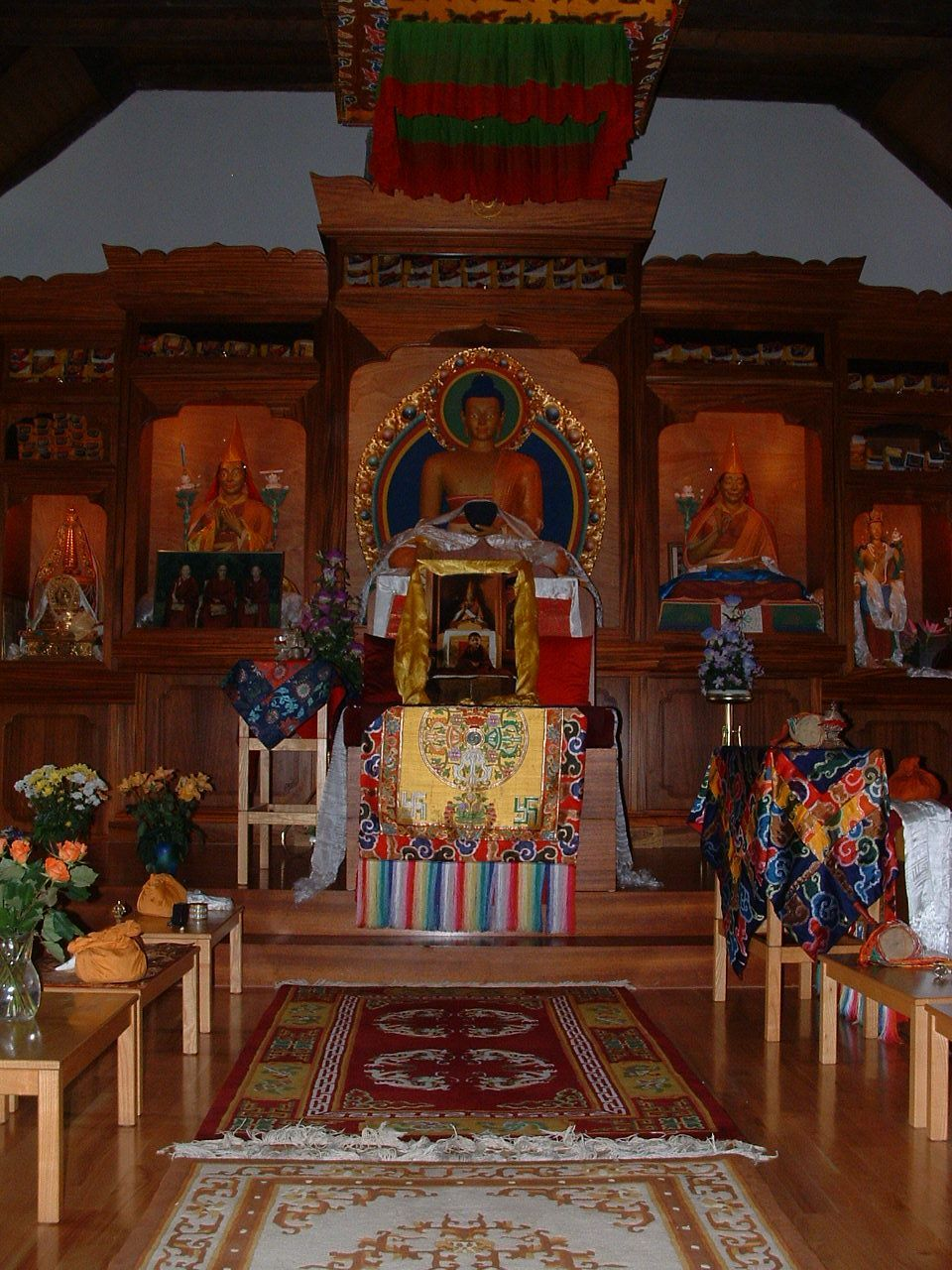
Meditationsraum

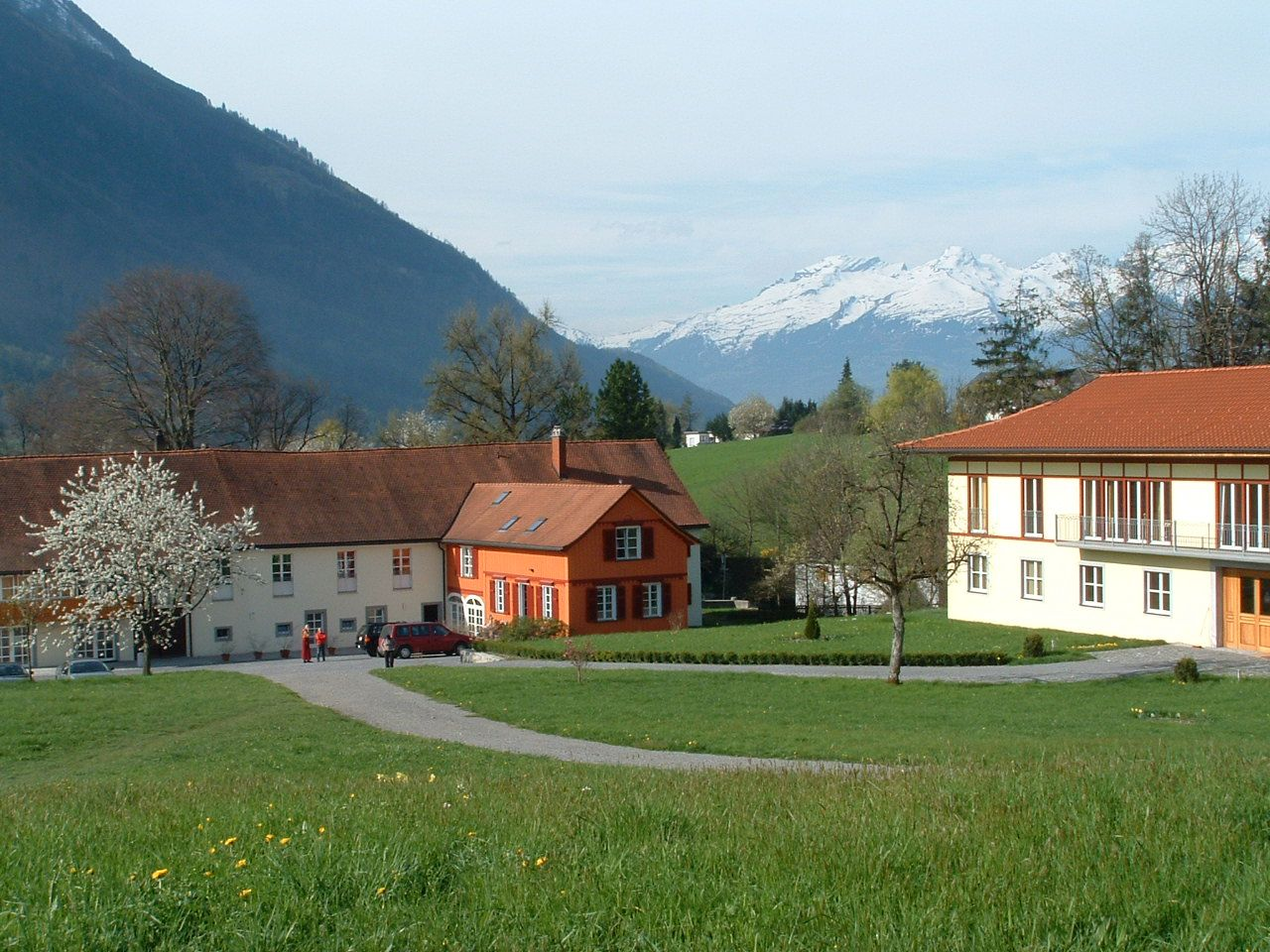
Letzehof

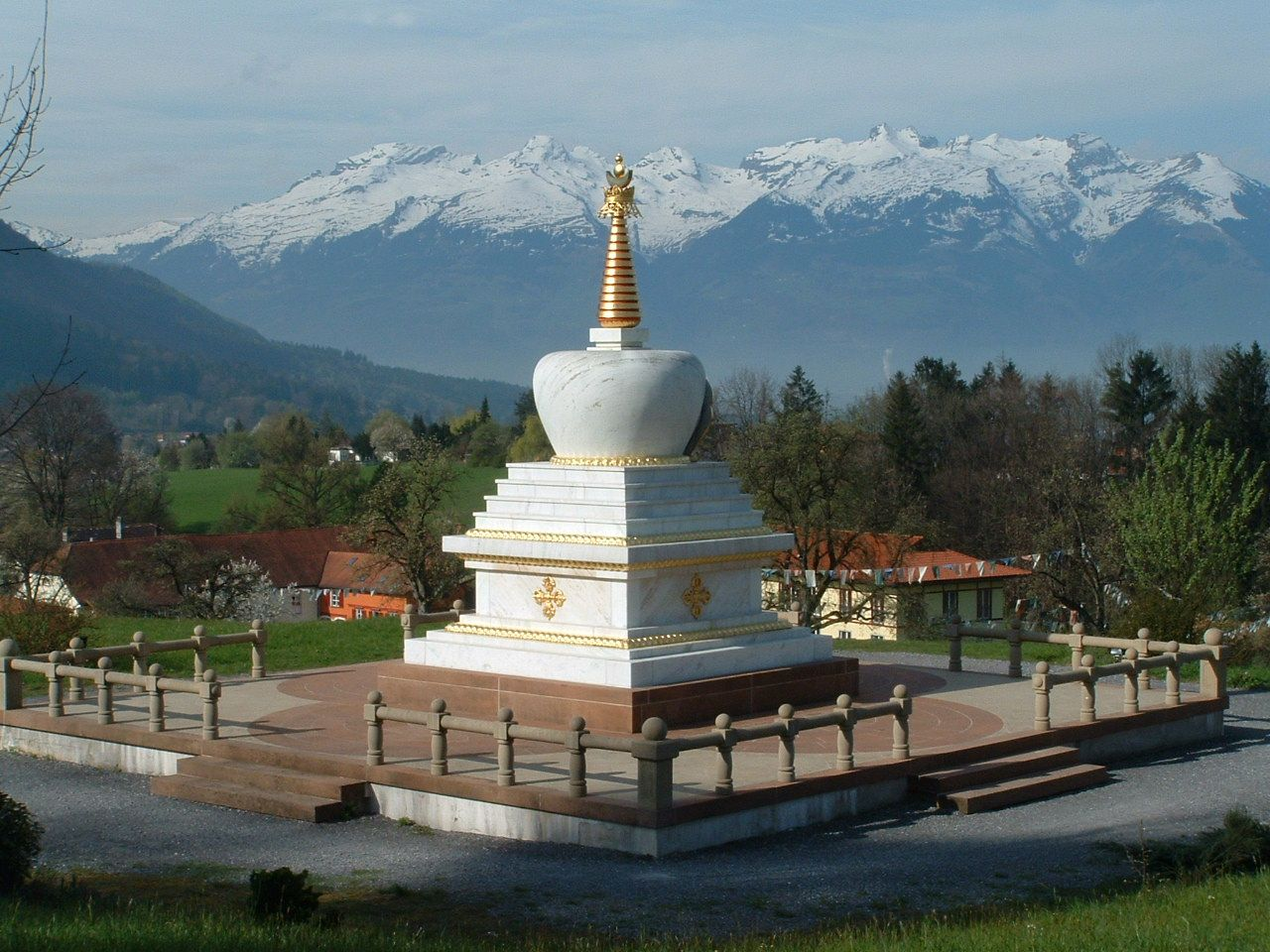
Stupa und Letzehof in Vorarlberg

## Lage
Der Letzehof liegt auf dem Hügel Letze zwischen dem Walgau und dem Vorarlberger Rheintal. Die Letze ist ein Ausläufer des Rätikon. Politisch liegt der Letzehof in Maria Grün im Ortsteil Fellergatter, einem Teil von Frastanz. Der Letzehof liegt knapp an der Grenze zu Feldkirch.

## Geschichte
Johann Zimmermann aus Feldkirch kaufte das Waldareal 1807 oder 1809, errichtete den Letzehof und legte eine Obstkultur an. Nach seinem Tod erwarb der Textilfabrikant Christian Getzner den Letzehof. 1848 erbte dessen Neffe Josef Getzner den Hof. Der Hof blieb im Besitz der Familie Getzner. 1980 erbte der Getzner-Enkel Helmut Gaßner den Hof. Als Buddhist überließ er das Areal und die Gebäude tibetischen buddhistischen Mönchen zur Errichtung eines buddhistischen Zentrums und Klosters.
Gesche Rabten Rinpotsche aus Osttibet wurde mit 18 Jahren ein buddhistischer Mönch. 1964 wurde er philosophischer Assistent des Dalai Lama. Auf Bitte des Dalai Lama ging er nach Europa. Er gründete das Zentrum für Höhere Tibetische Studien Rabten Choeling am Genfer See. Er war der erste tibetische buddhistische Meister, der im Westen die vollständige Vinaya-Tradition lehrte. Später gründete er auch das Tibetische Zentrum in Hamburg, Puntsog Rabten in München, Gephel Ling in Mailand und 1981 Tashi Rabten auf dem Letzehof.

## Religiöse Ausrichtung
Das Kloster ist ein Gelug-Kloster. Die Gelug-Schule ist die jüngste der 4 Sarma-Schulen des tibetischen Buddhismus. Zu ihr gehört auch der Dalai Lama.

## Angebote
Ein Meditations- und Gebetsraum steht untertags für alle offen. Es werden auch Wochenendseminare über buddhistischer Philosophie und Meditation angeboten. Führungen und Informationsveranstaltungen werden auf Anfrage geboten, das wird oft von Schulklassen, Vereinen, Bildungsorganisationen und anderen Vereinigungen genutzt. Zudem ist es möglich, das Klosterleben für eine Zeit mitzuerleben, dafür stehen Gästebetten zur Verfügung.